# Jeng Sen Buddhism and Taoism Association
Jeng Sen Buddhism and Taoism Association is een Chinese tempel aan de Waverly Pl. in San Francisco, Verenigde Staten. De tempel bestaat al meer dan vijftig jaar. Het doel van deze tempel is het promoten van de oorspronkelijke leer in het boeddhisme en daoïsme en het verschonen van de innerlijke geest door middel van chanten. De tempel werd in 1957 gesticht door Ng Pui-Lum. Het was de eerste Chinese tempel in San Francisco waar de twee filosofieën samenkwamen.
De tempel kent drie hoofdaltaren. Die van Lu Sun Yang staat in het midden. Daarnaast staan de altaren van Siddharta Gautama en Laozi. In de tempel zijn daoshi te vinden.